# Nikoli
Nikoli (яп. 株式会社ニコリ) — основанное в 1980 японское издательство, занимающееся разработкой головоломок и публикацией журналов соответствующей тематики.

## История
В XVII—XIX вв. Япония была изолирована от другого мира и в это время ей был выработан свой, особенный подход к математике и головоломкам. Так, в самой первой известной японской книге о головоломках содержатся такие задачи, которые не встречались нигде в остальном мире, например головоломки о складывании бумаги или на проведение одиночного разреза, — в западном мире в основном сосредоточились на арифметике. Другим примером является появление в Японии традиции математических задач в виде вручную сделанных коробок-головоломок в качестве сувениров, открыть которые можно было определённой последовательностью действий — нажатий, вращения, натягивания и тому подобное. Они были аналогичны логическим головоломкам, но при этом представляли собой поэтапное решение задачи.
Маки Кадзи (яп. 鍜治真起) был хорошо знаком с традициями японских головоломок, и в 1980 году он основал журнал под названием Puzzle Communication Nikoli (название которого сокращают до Nikoli). В этом журнале были представлены две взятые из американских журналов головоломки, основанные на числах: Number Place, адаптированная в Судоку, и Cross Sums, получившая название Какуро. Первая из них начала публиковаться в 1983 году, а вторая в 1984-м.
Журнал уже был подготовлен к печати, но название к нему Маки Кадзи ещё не выбрал. И так как создатель был любителем конного спорта, то он выбрал одноимённое название своего фаворита, участвовавшего в соревнованиях Дерби (город Эпсом в Великобритании). Несмотря на то, что лошадь в том сезоне не выиграла, Puzzle Communication Nikoli получил большой успех как один из инновационных японских журналов о головоломках.
В конце 1980-х Nikoli начала привлекать к созданию головоломок читателей, которые присылали свои идеи в редакцию. На стиль головоломок существенно повлияли издаваемые Судоку и Какуро, которые основаны на табличной сети ячеек. Вскоре Nikoli стало в основном публиковать головоломки, созданные читателями, которые присылали в редакцию сотни идей и тысячи примеров для них. Так Nikoli стала лабораторией по созданию головоломок, и для этого читателям были предоставлены соответствующие возможности: головоломки присылались, обсуждались, критиковались, улучшались и получали свои названия. Далее, если в течение пары лет интерес к головоломке сохранялся, то она входила в список игр от Nikoli.
На 2017 год у издательства имеется более 500 создателей головоломок, от десятилетних детей до взрослых за 90 лет. Всего на это время журнал представил на работах читателей около 300 финальных версий головоломок. При этом каждый месяц редакция получает по почте около 4500 головоломок. Сама же редакция ведёт отдельную секцию новых предложений, где публикуется около 50 идей, пара из которых формирует колонку новых головоломок. Журнал считается нишевым, и его тираж составляет 15 000 экземпляров.

## Специфика изданий

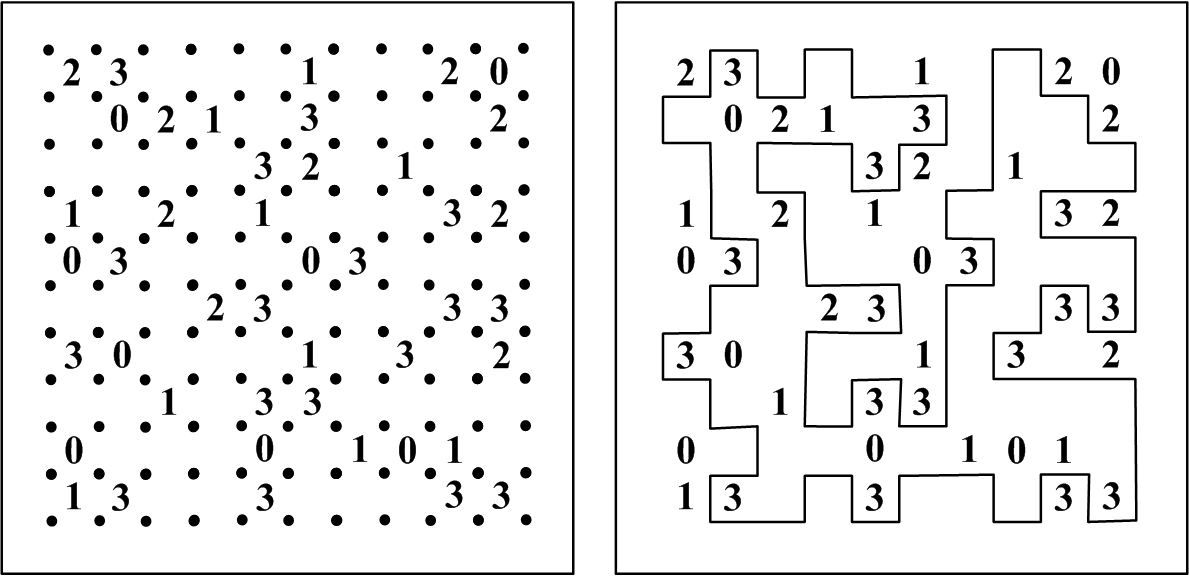
Одна из головоломок Nikoli — китайская стена, задача Асукору со стандартным размером поля 10×10 — условие (слева) и решение (справа)

Nikoli в своем становлении опиралась на традиции японских головоломок. Но в то же время на развитие издательства повлиял выходивший журнал Puzzler, который конкурировал с Nikoli и при этом тоже принимал идеи читателей для своих головоломок. Puzzler публиковал более сложные головоломки, нежели Nikoli, и это сделало его менее популярным. В результате Puzzler закрылся в 2000 году. Но в то же время он стал местом, где работали такие создатели головоломок, как Тэцуя Нисио и Наоки Инаба (англ. Naoki Inaba), и их творчество в дальнейшем продолжилось в Nikoli.
В большинстве головоломок Nikoli для решения предоставляется сеть ячеек, которые нужно каким-либо образом заполнить. При этом используются простые и интуитивно понятные правила. Например, соседними ячейками считаются только те, которые имеют общие ребра, и при заполнении рисуется линия, которая непрерывна и не пересекается. Решение головоломок представляется серией дедуктивных выводов из того, что уже известно, а результат головоломки имеет единственное решение. Для каждой из головоломок редакция придумывает стандартные задачи размерами в 10×10 и 17×17 клеток. Целью головоломок является не обучение, а развлечение. То есть хорошими головоломками считаются те, которые имеют элементы юмора и удивляют читателей своими решениями.
Головоломки отражают японские традиционные особенности, и Маки Кадзи описывает это следующим образом:
Японцы любят логические рассуждения. Нас учат „пробовать, пробовать и еще раз пробовать [решить]“. В Европе и в США это всегда „веселье, веселье, веселье“. 
Оригинальный текст (англ.)„The Japanese like logical thinking. We have a discipline of 'try, try, and try again'. In Europe and the USA it is always 'fun, fun, fun'.“

Маки Кадзи добавляет, что их головоломки разделены на несколько уровней от простых до самых сложных. Это же близко японцам в том смысле, что для них жизнь — это постепенный прогресс по иерархии: карьера японца начинается с простой работы за зарплату и постепенно движется к вершине.
Nikoli придерживается того, что о создателях головоломок редакция знает минимум сведений — возраст читателя, его адрес и псевдоним. По словам исполнительного финансового директора Nikoli Джимми Гото (англ. Jimmy Goto), около 80 % из них составляют мужчины, а письма присылаются со всех концов страны. Единственной возможностью встретиться с ними является вечеринка в Токио, которую Nikoli проводит каждый год.